# Berthelsdorf (Herrnhut)
Berthelsdorf ist ein Dorf in der Oberlausitz und Ortsteil der ostsächsischen Stadt Herrnhut im Landkreis Görlitz. Bis zum 31. Dezember 2012 bildete es eine eigenständige Gemeinde mit dem Ortsteil Rennersdorf/O.L., welcher zum 1. März 1994 eingemeindet worden war.

## Geographie

### Geographische Lage

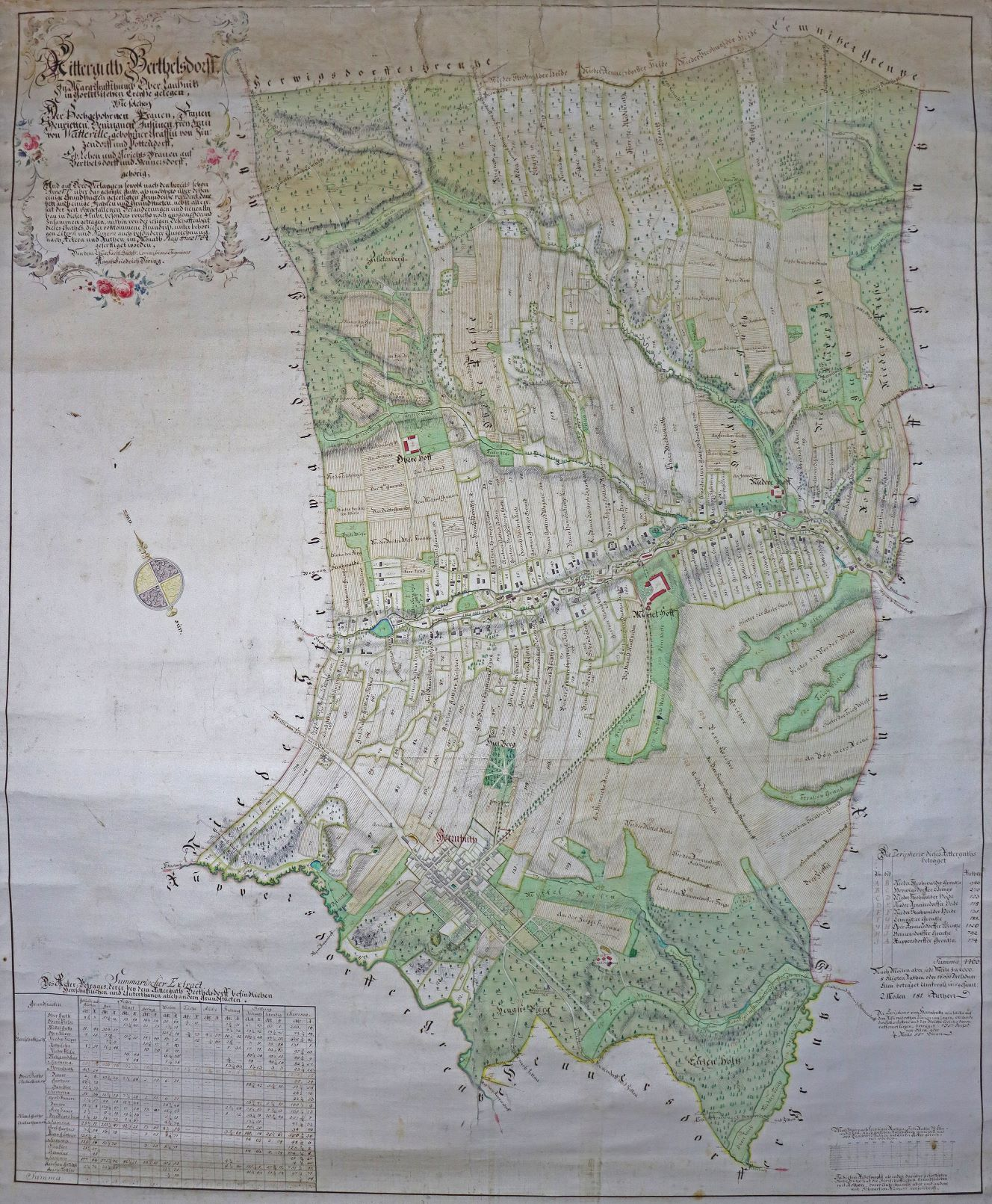
Flurkarte von Berthelsdorf aus dem Jahre 1764, Unitätsarchiv Herrnhut: TS.R.34

Berthelsdorf liegt in einer sich von West nach Ost erstreckenden Talmulde, welche durch niedrige Höhenzüge begrenzt wird. Durch das Tal fließt das in Oberstrahwalde in zwei Quellen ca. 380 m ü. NN entspringende Berthelsdorfer Wasser, welches sich im benachbarten Rennersdorf mit der Petersbach zur Pließnitz vereinigt.
Die Talmulde hat eine Weite von 200 bis 250 Metern, die Hangneigungen sind relativ gering, trotzdem ist das Tal bei Starkniederschlägen hochwassergefährdet. Die höchsten das Tal begrenzenden Erhebungen sind im Süden der 372,9 m hohe Herrnhuter Hutberg und im Norden der 419 m hohe Julienstein, beide liegen nicht auf Berthelsdorfer Flur.

### Nachbargemeinden
Der Ort grenzt im Norden an die Fluren des Bernstädter Ortsteils Kemnitz, im Osten an Rennersdorf, im Südosten an Großhennersdorf, im Süden an Herrnhut und im Westen an Strahwalde. Alle Orte außer Kemnitz sind heute Ortsteile der Stadt Herrnhut.

## Geschichte

### Frühe Geschichte – Ortsgründung

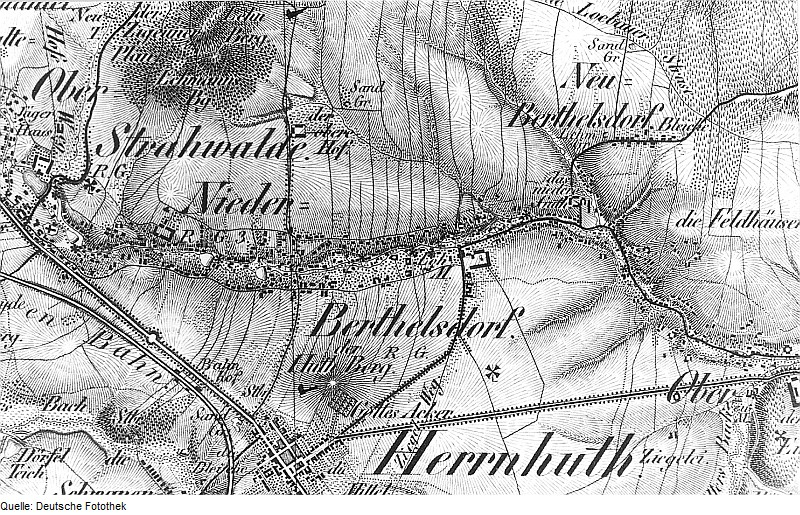
Karte von Oberreit mit Berthelsdorf um 1845

Berthelsdorf wurde erstmals 1317 als „Bertoldistorf“ erwähnt. Es wurde als Waldhufendorf mit Gutsblöcken angelegt. Wie bei anderen Ortsgründungen aus der Zeit der Ostkolonisation wurde der Ort wahrscheinlich nach einem Lokator namens Berthold benannt.

### 14.–17. Jahrhundert
Der Name des Ortes wandelte sich im Laufe der Jahre. So ist für 1390 Bertoldisdorff belegt, bevor 1408 der Ort als Bertoltsdorf bekannt wurde. In den Jahren 1495 bzw. 1678 findet man die Namensformen Bertelßdorff und Bertelsdorff.

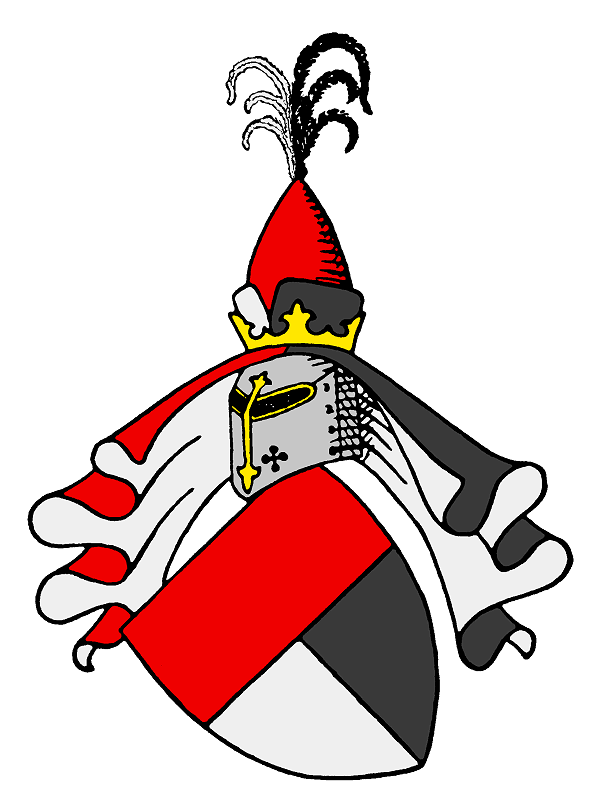
Wappen derer von Gersdorff

Bereits im 15. Jahrhundert befand sich der Ort nachweislich im Besitz der in der Oberlausitz weit verzweigten Familie von Gersdorf. Von 1581 bis 1727 bestand Berthelsdorf aus drei Rittergütern: Ober-, Mittel- und Niederberthelsdorf unter verschiedenen Besitzern. Das Hauptgut war dabei Mittelberthelsdorf. Während dieses, wie auch Oberberthelsdorf, überwiegend im Besitz derer von Gersdorf verblieb, war Niederberthelsdorf über längere Zeit im Besitz der Familie von Klix.
Höchstwahrscheinlich ist der Ort um 1430 von den Hussiten verwüstet worden. Beim Durchbruch zweier Fenster im 19. Jahrhundert vorgefundene Brandspuren deuten auf ein Niederbrennen der Kirche des Ortes hin. Auch im Dreißigjährigen Krieg ist der Ort wahrscheinlich wiederholt durch Plünderungen oder Kampfhandlungen verwüstet worden, um 1654 lag jedenfalls ein Großteil des Ortes wüst. Hinzu kam, dass der Besitzer Jaroslaw von Kyaw nicht nur den Wiederaufbau wenig förderte, sondern von 1638 bis 1654 sogar 59 Personen aus dem Dorf vertrieb.
Erst dem schwedischen Oberst Johann Reichwald von Kämpfen, der das Gut 1660 erwarb, gelang es in kurzer Zeit brachliegende Bauerngüter wieder zu besetzen und das Kirchenvermögen zu ordnen. 1687 schließlich wurde Nicolaus Freiherr von Gersdorf Besitzer von Mittelberthelsdorf. Da dieser als sächsischer Geheimratsdirektor und Landvogt der Oberlausitz zumeist in Dresden weilte, übernahm dessen Frau Henriette Katharina von Gersdorf, geb. von Friesen, die Verwaltung Berthelsdorfs und der benachbarten Güter.

### 18. Jahrhundert
Für das Jahr 1719 ist mit „Bettelsdorf“ eine Bezeichnung des Ortes ohne den Buchstaben „r“ im ersten Namensbestandteil zu finden, spätestens aber seit 1791 ist der Ort als Berthelsdorf bekannt. Der Ort bestand 1750 aus 12 Bauergütern, 40 Gärten und 44 Häusern, von denen 18 Freihäuser (Häuser der vom Frondienst befreiten Besitzer, z. B. Handwerker) und 26 Diensthäuser waren, hinzu kamen 12 herrschaftliche, Kirchen- und Gemeindegebäude.
In der zweiten Hälfte des 18. Jahrhunderts wuchs der Ort rasch, so dass 1777 neben den Bauergütern und Gärten schon 78, 1794 dann sogar schon 88 Häuser existierten. Zum Wachstum trug bei, dass 1776 auf den Fluren des Niedergutes der Ortsteil Neuberthelsdorf angelegt wurde, welcher bis 1803 schon auf 13 Häuser angewachsen war. Ungefähr zur selben Zeit entstand in Oberberthelsdorf die Häuserreihe, die man mit dem Namen „Fichtelrode“ bezeichnete.

#### Graf Zinzendorf

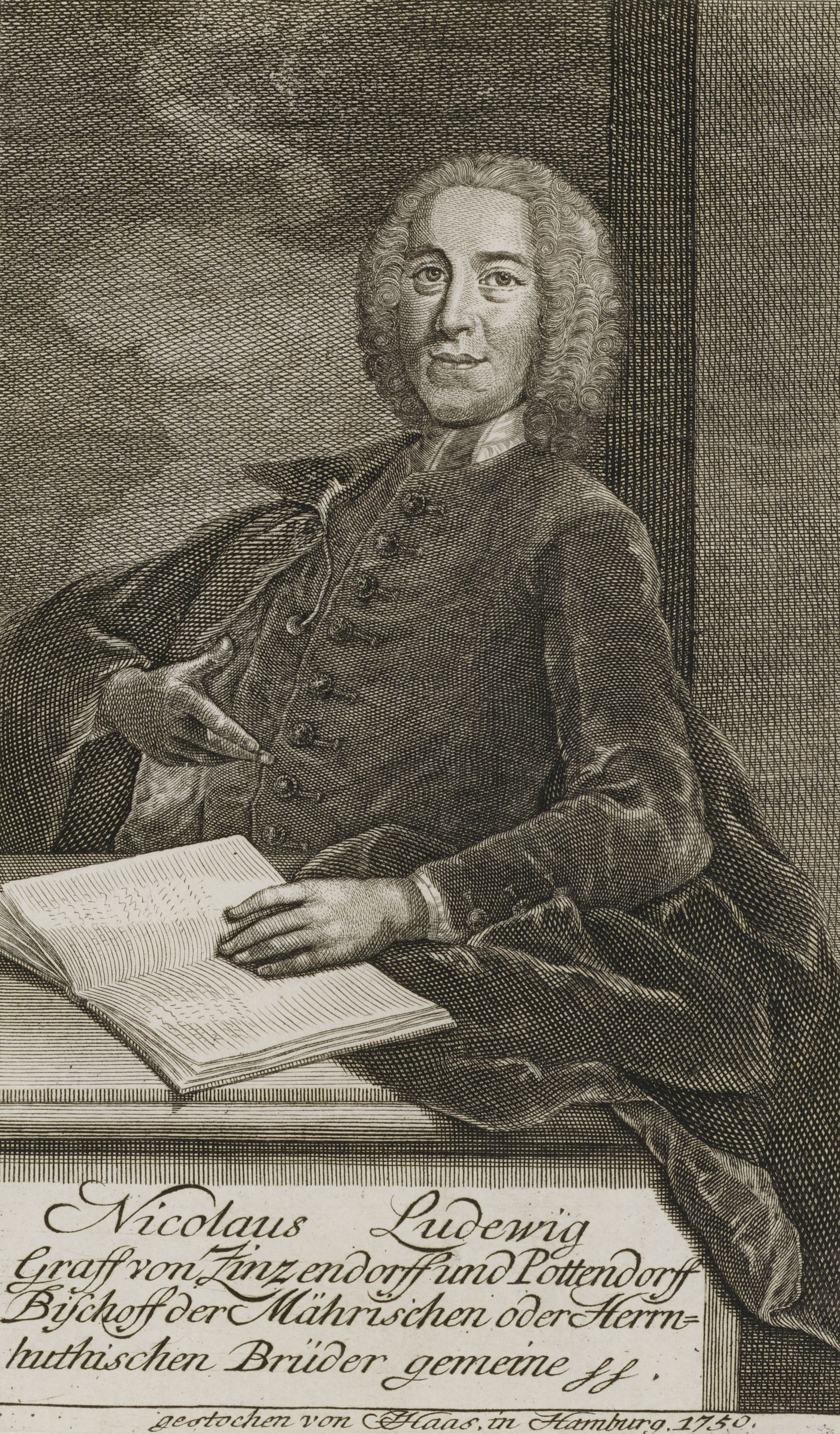
Graf Nikolaus Ludwig von Zinzendorf (1700–1760), Gutsherr, Theologe, Gründer und Bischof der Herrnhuter Brüdergemeine („Brüder-Unität“)

Die Geschichte des Ortes im 18. Jahrhundert ist eng mit dem Leben des Reichsgrafen Nikolaus Ludwig von Zinzendorf, der dem österreichischen Uradel entstammte (Adelsgeschlecht Zinzendorf), verbunden. Dieser war am 26. Mai 1700 in Dresden geboren worden, verbrachte aber große Teile seiner Kindheit bei seiner Großmutter Henriette Katharina von Gersdorf auf ihrem Witwensitz, dem Katharinenhof in Großhennersdorf. Von 1710 bis 1715 besuchte er das Pädagogium der Franckeschen Stiftungen in Halle, wo er im Sinne des Pietismus geprägt wurde, von 1716 bis 1719 studierte er an der Universität Wittenberg Rechtswissenschaft.
1721 richtete er auf einem Teil des Katharinenhofs eine diakonisch-soziale Stiftung zur Versorgung von Waisenkindern und armer, alter Leute ein. Am 15. Mai 1722 erwarb er das Gut Berthelsdorf für 26.000 Taler von seiner Großmutter. Seit dem 10. April 1727, als Zinzendorf auch das Gut Oberberthelsdorf von seinem Onkel für 6.000 Taler kaufte, war er Besitzer des gesamten Dorfes, womit die seit 1581 bestehende Dreiteilung des Ortes aufgehoben war.
Unmittelbar mit dem Erwerb des Gutes im Jahr 1722 nahm Zinzendorf Böhmische Brüder, evangelische Glaubensflüchtlinge aus Mähren auf. Diesen erlaubte er auf Berthelsdorfer Flur eine eigene Siedlung, genannt Herrnhut, zu errichten. Mit der Fällung des ersten Baumes am 17. Juni 1722 erfolgte die Gründung von Herrnhut, wo sich Zinzendorf ab 1725 ein neues Schloss erbauen ließ. Am 13. August 1727 fand in der Kirche zu Berthelsdorf eine Abendmahlsfeier statt. Dieses Datum ist der Gründungstag der erneuerten Brüder-Unität, der Herrnhuter Brüdergemeine. Deren Sitz wurde der ab 1730 erbaute Vogtshof in Herrnhut.

#### Schwenckfelder

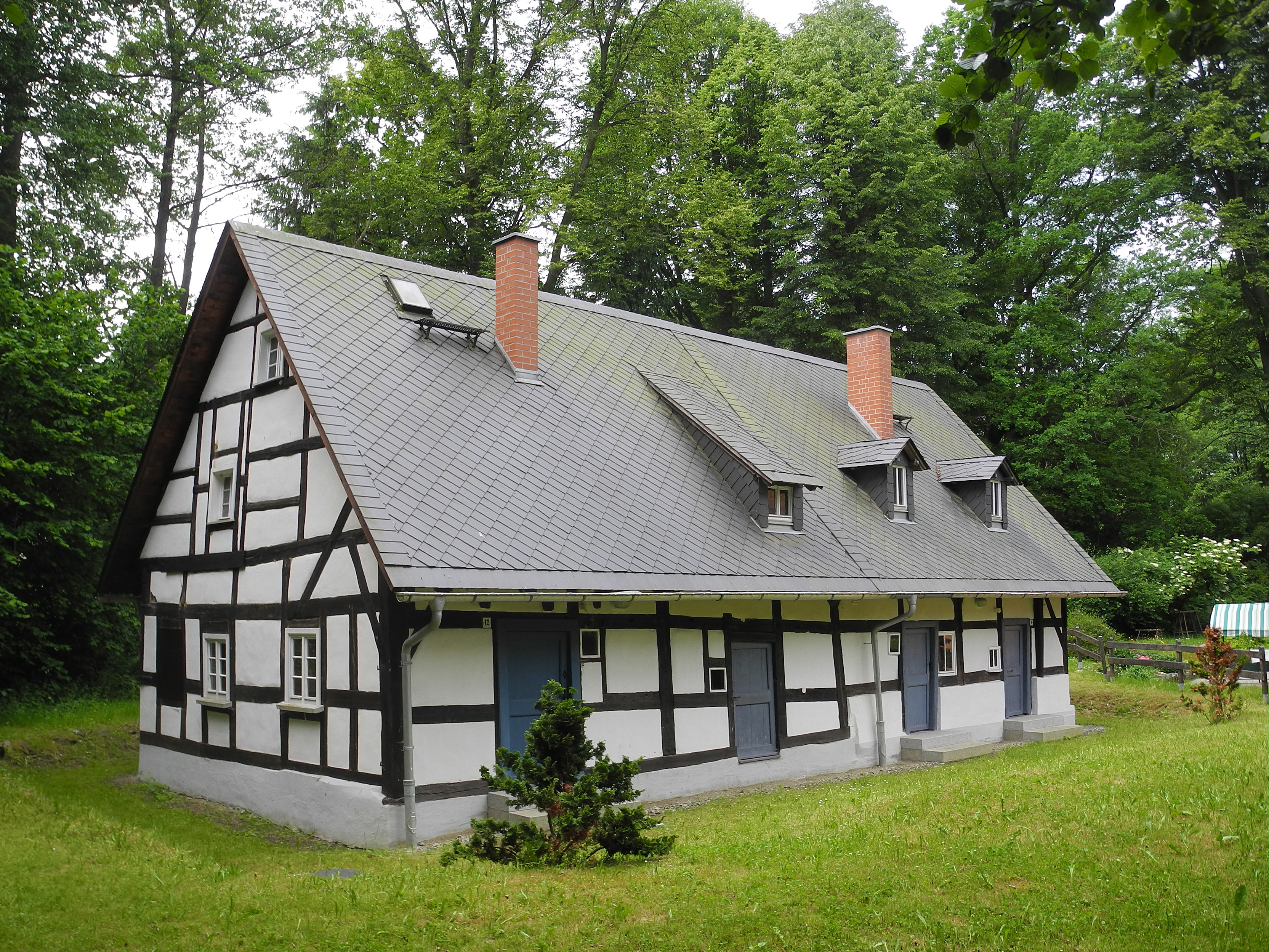
Ehemaliger Schwenkfelder-Betsaal (Obere-Dorfstraße 10–12; 2023)

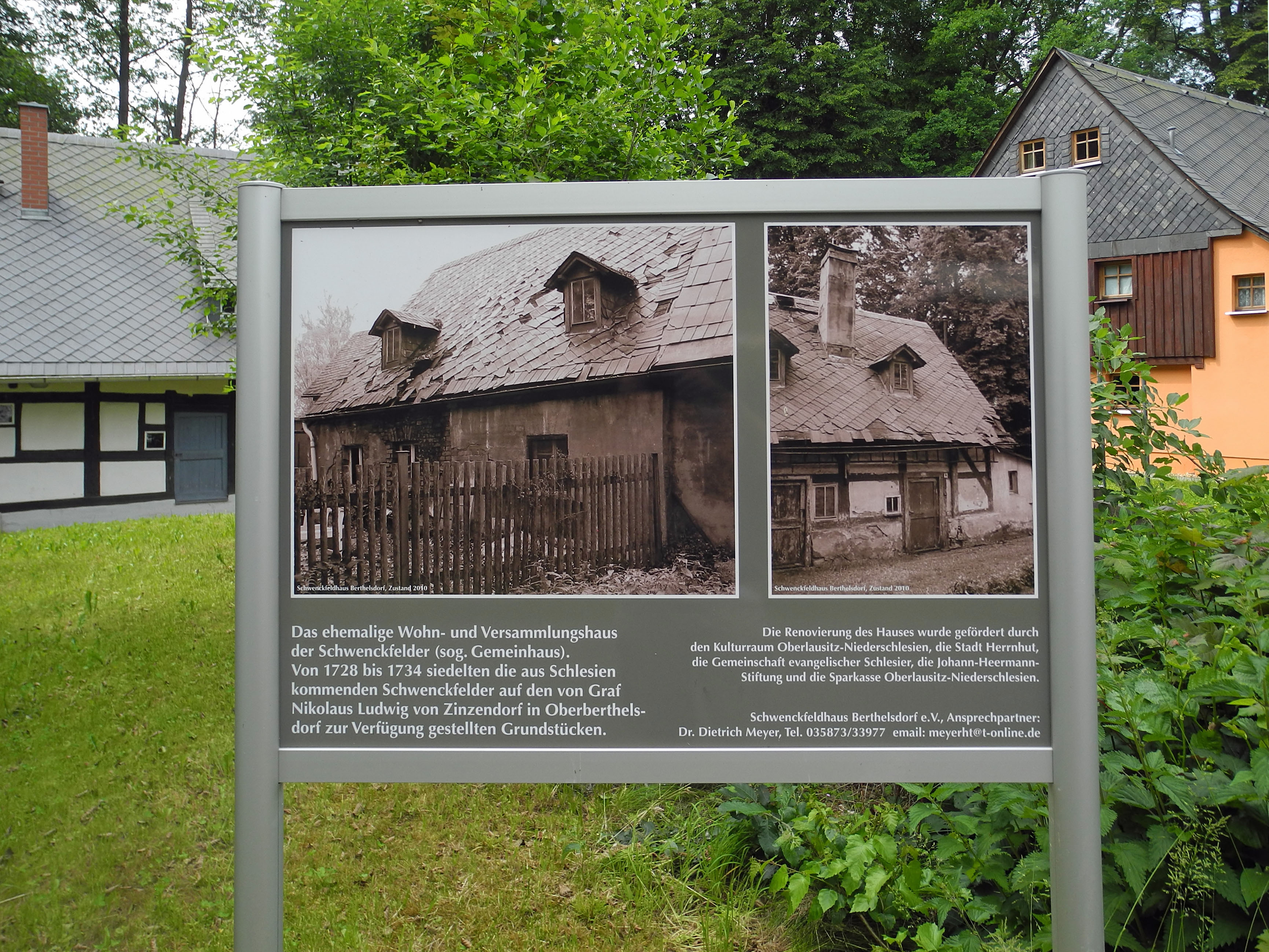
Informationstafel (2023)

Eine besonders interessante Episode der Dorfgeschichte begann im Jahre 1727, als Zinzendorf einen Teil der in Schlesien verfolgten Anhänger der Schwenkfelder Kirche, welche auf den schlesischen Reformator Kaspar Schwenckfeld zurückgeht, aufnahm. Sie bauten in Oberberthelsdorf von 1730 bis 1733 acht Häuser.  Zinzendorf berichtete über die Schwenckfelder, sie seien „wackere Leute, sie arbeiten unermüdlich, sie treiben stark und glücklich Handel. Sie sind durchgängig aktiv und geschickliche, verständige Vögte, Ackerleute, richtige Zahler, billige Handelspersonen und sehr saubere Spinner. In der Sitten Lehre sind sie gut Theoretiker und Praktiker, sie dienen jedermann, und lassen sich nie umsonst dienen, sie führen durchgängig beim ersten Hinschauen ein stilles zurückgezogenes, ehrbares, keusches, demütiges, ungekünsteltes Leben.“ Zur lutherischen Ortsgemeinde hatten sie ein distanziertes Verhältnis. Sie ließen zwar die Taufen vom Berthelsdorfer Ortspfarrer Johann Andreas Rothe vollziehen, besuchten aber seine Gottesdienste nur gelegentlich. An den Abendmahlsfeiern nahmen sie nie teil.
Wegen ihrer Art der Glaubensausübung erging 1733 ein landesherrlicher Befehl, welcher die Schwenkfelder zum Verlassen des Landes aufforderte. Diesem Befehl folgten die meisten, verließen 1734 die Oberlausitz und siedelten sich später in Philadelphia im US-Bundesstaat Pennsylvania an, wo noch heute sechs Gemeinden dieser Kirche existieren.
Das Doppelwohnhaus Obere Dorfstraße 10/12 ist heute das weltweit einzige Versammlungshaus der Schwenckfelder im Originalzustand. Es ist als „Schwenkfelder Kirche“ bzw. ehemaliger „Betsaal der Schwenkfelder“ bekannt. Durch das frei überhängende Dach an der Haustürseite unterscheidet sich dieses Gebäude deutlich im Baustil von den sonst in der Region üblichen Umgebindehäusern.
2004 gründete sich ein Verein „Schwenckfeldhaus Berthelsdorf“ mit dem Ziel, dem Betsaal ein würdevolles Aussehen zu geben. Der Verein schloss 2007 einen Erbbaurechtsvertrag, um das Gebäude zu erhalten. Bis 2011 erfolgte eine durch Spenden amerikanischer Schwenckfelder und Fördermittel des Freistaates Sachsen finanzierte Notsicherung. Nach 10-jährigen Bemühungen fand am 25. Oktober 2018 ein kleiner feierlicher Akt statt, der den Abschluss der Sanierung und die Eröffnung des Hauses symbolisierte. Das Gebäude soll zukünftig für Ausstellungen und Veranstaltungen genutzt werden.

### 19. Jahrhundert

#### Verwaltung
Seit 1777 gehörte der Ort dem Görlitzer Kreis an, im Laufe des 19. Jahrhunderts wechselte die Verwaltungszugehörigkeit der Gemeinde dreimal: 1843 war Berthelsdorf dem Landgerichtsbezirk Löbau zugeordnet, 1856 dem Gerichtsamt Herrnhut und 1875 der Amtshauptmannschaft Löbau. Ab 1813 kam es noch einmal zu einer Erweiterung des Ortes, als an einem kleinen Nebenarm des Berthelsdorfer Wassers, zwischen Niedergut und Neuberthelsdorf ein neuer Ortsteil angelegt wurde, den man noch heute „Kränke“ nennt.
Die Ortsherrschaft wechselte im 19. Jahrhundert im Prinzip nur zweimal. Nachdem der Ort durch die Heirat von Zinzendorfs Tochter Henriette Benigna Justine mit dem Freiherrn von Watteville 1756 in den Besitz der letztgenannten Familie gelangt war, übernahm 1811 Fräulein Charlotte Sophie Gräfin von Einsiedel (1769 bis 1855), Pietistin und Priorin der Herrnhuter Brüdergemeine, die Ortsherrschaft. Ab 1844 war dann die Brüderunität Grundherr von Berthelsdorf.
Mitte des 19. Jahrhunderts war Berthelsdorf noch hauptsächlich landwirtschaftlich geprägt. Der Betrieb einer Wollspinnerei in der Zeit der Kontinentalsperre musste nach dem Ende der Napoleonischen Zeit wieder aufgegeben werden. So lebten um 1850 die meisten Einwohner von der Landwirtschaft. Daneben gab es 125 Handwerksmeister, 105 Gesellen und 40 Lehrlinge. 200 bis 300 Einwohner arbeiteten als Tagelöhner in Herrnhut auf den herrschaftlichen Höfen und Forsten und auf den zwei Dürningerschen Bleichen. Von 1844 bis 1852 gab es im Ort die Rückert'sche Tabaksfabrik, nach deren Niedergang übernahm Fabrikant Paul aus Großschönau das Grundstück.

#### Textilindustrie

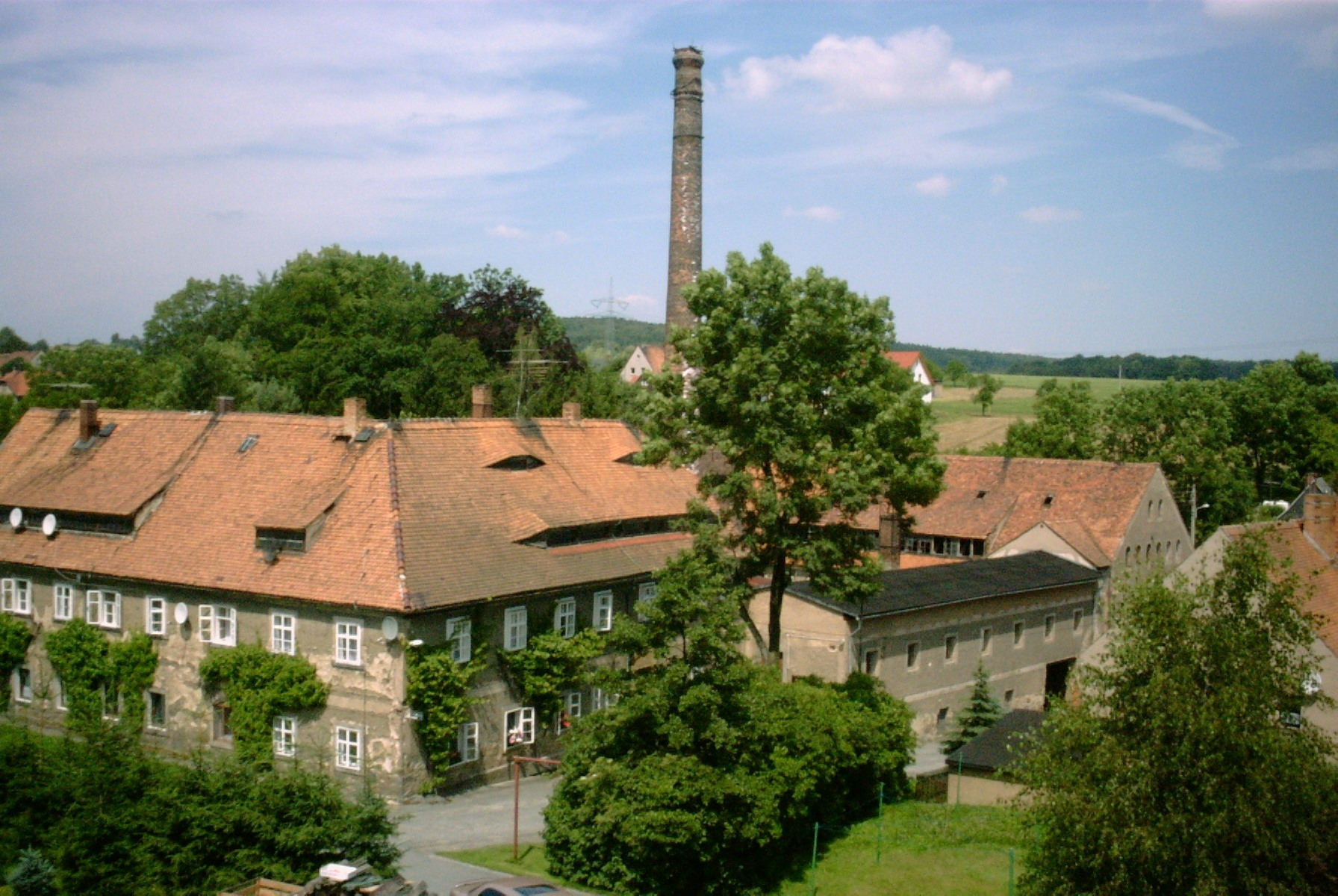
Pauls Fabrik in Berthelsdorf 2008, kurz vor deren Abriss

Mit der Eröffnung der Samtkordfabrik und Färberei der Gebrüder Paul auf dem Grundstück der ehemaligen Tabakfabrik auf Hausnummer 11 (heute Hauptstraße 38) im Jahre 1853 setzte die eigentliche Industrialisierung des Ortes ein. 1886 wurde das Unternehmen auf mechanischen Betrieb umgestellt, seitdem überragte der Backstein-Schornstein der Dampfmaschine das Gebäudeensemble, welches aus Produktions-, Kontor-/ Wohngebäude und zwei kleineren Nebengebäuden bestand. 1893 erhielt das Unternehmen Bahnanschluss, indem bei Kilometer 3,07 ein Anschlussgleis an die Schmalspurbahn Herrnhut–Bernstadt gelegt wurde. Das Anschlussgleis diente vor allem der Anlieferung von Kohle. Diese wurde im Nebengebäude Nr. 11b (heute Hauptstraße 40) gelagert und von dort mit Feldbahnloren über die Straße in den Kesselraum der Fabrik transportiert.
1898 starb Gustav Paul und seine Söhne Gustav Emil und Carl Ernst übernahmen das Unternehmen. Während des Ersten Weltkrieges stand die Produktion still, die Inflation 1923 verzehrte das Betriebsvermögen. 1942 wurde die Produktion kriegsbedingt eingestellt, zuletzt arbeiteten noch 25 Personen in der Firma. Als der letzte Eigentümer 1953 die DDR in Richtung Westdeutschland verließ, meldete das Unternehmen Insolvenz an. Trotz teilweiser Nutzung, u. a. für den Werk- und Polytechnikunterricht der Schule, verfielen die Gebäude in den folgenden Jahrzehnten. Obwohl noch 1997 in der Denkmalliste des Ortes als ortsbildprägend und ortsgeschichtlich bedeutend verzeichnet, musste das gesamte Ensemble 2009 abgerissen werden. Heute befinden sich an dessen Stelle das neue Depot der Freiwilligen Feuerwehr und ein Parkplatz.
Als zweites industrielles Unternehmen des Ortes wurde 1890 die Leineweberei Bartzsch (Nr. 42b, heute Hauptstr. 5) eröffnet. Noch in den 1950er Jahren produzierte das Unternehmen mit 18 Mitarbeitern auf 8 Webstühlen Stoffe für Schürzen und Arbeitshemden. Letzter Besitzer war Max Pfeiffer. 1972 wurde die Firma dem VEB Frottex angegliedert.
Als letztes und bedeutendstes Industrieunternehmen des Ortes wurde im Jahre 1900 die Frottierfabrik Dressler & Marx (Nr. 39b, heute Hauptstr. 2) eröffnet. Bereits Ende des 19. Jahrhunderts betrieb Herrmann Dressler im Haus Nr. 97 (heute Nordstraße 1) eine kleine Handweberei. Gemeinsam mit Herrn Ernst Marx aus Großschönau legten sie 1899 den Grundstein für eine neue Firma nebst Wohnhaus. Am 1. Mai 1900 lief der erste Webstuhl und am 8. Mai 1900 wurde das Unternehmen ins Handelsregister eingetragen.
1902 entstand ein zweiter Saal, 1903 das Kontorhaus, 1906 wurde ein dritter Saal errichtet und ein Dampfkessel eingebaut. Bereits 1903 sind Bademäntel in die USA exportiert worden. Wegen der guten Geschäftslage wurde 1910 bis 1914 auch in den Räumen der Firma Gebrüder Wicke Obercunnersdorf produziert, wohingegen die Produktion von 1916 bis 1920 kriegsbedingt eingestellt werden musste.
Im Jahre 1927 wurde das Unternehmen wesentlich erweitert, es entstand das noch heute existierende Hauptgebäude. In diesem waren im Erd- und ersten Obergeschoss Websäle untergebracht, im Dachgeschoss befand sich u. a. die Verwaltung des Unternehmens. Um 1930 waren ca. 350 Personen in dem Unternehmen beschäftigt, es wurden vor allem Frottierhandtücher, -badetücher, -teppiche und -bademäntel hergestellt.
Ab 1944 bis zum Kriegsende wurden große Teile des Hauptgebäudes durch die Siemens-Schuckertwerke für die Herstellung kriegswichtiger Elektroartikel genutzt. Wenige Tage nach Kriegsende nahm die Firma Dressler & Marx den Betrieb wieder auf. Zunächst wurden Reparationsleistungen für die UdSSR in Form von Uniformstoffen für die Rote Armee erbracht. Ab 1960 wurde die Firma als Betrieb mit staatlicher Beteiligung geführt.
1972 wurde das Unternehmen wie fast alle Betriebe mit staatlicher Beteiligung in einen volkseigenen Betrieb umgewandelt. Dieser firmierte zunächst unter dem Namen VEB Frottex Berthelsdorf, dem 1975 die Firma Rönsch & Söhne Löbau angegliedert wurde. Zum 1. Januar 1980 wurde das Unternehmen dem VEB Frottana Großschönau unterstellt. Die Anzahl der Beschäftigten betrug in den letzten Jahren durchschnittlich 300. Mit der Einstellung der Produktion im Jahr 1990 endeten mehr als 130 Jahre Textilindustrie in Berthelsdorf.

#### Vereinsgründungen
Im letzten Viertel des 19. Jahrhunderts kam es im Ort zu zahlreichen Vereinsgründungen. So gründeten sich 1876 ein Militärverein und die Schützengesellschaft, 1887 die Freiwillige Feuerwehr, 1894 ein Kleintierzüchterverein und 1896 der Turnverein des Ortes. Bis auf erstgenannten existieren diese Vereine noch heute, wenngleich sie in der Zeit von 1945 bis 1990 ihren Vereinsstatus verloren hatten. Der Schützenverein wurde 1945 vollständig aufgelöst und erst im Jahre 1994 wieder gegründet.

#### Bahnanschluss
Mit dem Bau der Schmalspurbahn Herrnhut-Bernstadt erhielt Berthelsdorf einen Eisenbahnanschluss. Den Planungen lag die Idee zu Grunde, sowohl die Verkehrsbedürfnisse in Richtung Löbau als auch nach Zittau günstig zu gestalten. Außerdem erwartete man, dass die Bahn „auch die weitere Ausnutzung der vorhandenen Wasserkräfte mittels neuer industrieller Anlagen, welche unmittelbaren Gleisanschluss erhalten können, zu begünstigen vermag“.
Baubeginn für die Strecke war im September 1892. Wegen der relativ unkomplizierten Trassenführung gingen die Bauarbeiten auch rasch und ohne Komplikationen voran. Ende November 1893 war der Bahnbau beendet. Die feierliche Eröffnung fand am 30. November statt. Um 9 Uhr fuhr ein Extrafestzug nach Herrnhut, um die geladenen Gäste und die offiziellen Vertreter der Königlichen Generaldirektion abzuholen. 11:30 Uhr fuhr der Zug gezogen von den I K-Loks 15 und 22 zurück nach Bernstadt. Die Festveranstaltung fand im Gasthof „Stadt Görlitz“ mit anschließendem Festessen statt. Der Sonderzug brachte gegen 17:30 Uhr die Gäste wieder zurück nach Herrnhut. Am nächsten Tag begann der allgemeine Verkehr.
In Berthelsdorf entstanden ca. 3 km Gleis von der Strahwalder Flurgrenze an der heutigen Südstraße bis zur Rennersdorfer Flurgrenze hinter dem Sägewerk Bittrich, einige wenige kleine Brücken sowie ein Haltepunkt bei km 3,33 (292,39 m ü. NN) der Strecke. Der Haltepunkt bestand aus einem Durchfahrgleis, einem Ladegleis, 3 Weichen, einer Wartehalle, einem Abort und einem Wagenkasten. Letzterer diente der Abwicklung des nicht sehr umfangreichen Güterumschlags. Auch wegen des letztgenannten Fakts erreichte die Bahn nie eine gute Rentabilität und war deshalb 1945 ein vorrangiger Kandidat für den Abbau zu Reparationszwecken, der dann auch Ende 1945 folgte.

### Geschichte von 1900 bis 1945
Die erste Hälfte des 20. Jahrhunderts war auch in Berthelsdorf durch die großen politischen Ereignisse der Zeit geprägt. Selbst bei kleinen, aber für die Bevölkerung vor Ort wichtigen Dingen, wirkte die Weltpolitik bis in die Gemeinde hinein. So war 1910 ein Vertrag zwischen der Stadt Zittau und der Gemeinde über die Errichtung einer elektrischen Licht- und Kraftanlage zur Versorgung des Ortes durch das Zittauer Elektrizitätswerk geschlossen worden. Es dauerte dann noch bis 1914, ehe elektrischer Strom im Dorf verfügbar war. Auf dieser Basis wurde durch die ortsansässige Elektro-Firma Hermann Herzog eine Straßenbeleuchtung errichtet. Diese wurde im Krieg zur Metallgewinnung wieder abgebaut, erst 1927 wieder errichtet, 1944 erneut abgebaut, 1954/55 wiederum neu aufgebaut. Ein vergleichbares Schicksal erlitten die Glocken der Kirche. 1917 wurde das komplette Geläut der Kirche eingeschmolzen, 1925 erhielt die Kirche neue Glocken, die aber 1941 bis auf eine erneut eingeschmolzen wurden. In den 1950er Jahren komplettierte man das Geläut mit zwei Glocken aus Eisenhartguss und erst seit 2014 sind die letzten Kriegsfolgen beseitigt und ein neues Geläut geweiht worden.
Die beiden Kriege des 20. Jahrhunderts hinterließen im Ort natürlich noch weit tiefere Spuren. So forderte der Erste Weltkrieg das Leben von mehr als 50 jungen Männern des Ortes. Ihnen zu Ehren wurde 1925 auf dem Friedhof des Ortes ein repräsentatives Kriegerdenkmal errichtet. Mit noch verheerenderen Auswirkungen endete der Zweite Weltkrieg 1945. Im Februar dieses Jahres erreichte ein Todesmarsch mit Häftlingen des KZ-Außenlagers Görlitz des KZ Groß-Rosen den Ort. Schon auf dem Weg von Görlitz hierher hatten viele der hauptsächlich jüdischen Häftlinge durch Ermordung, Misshandlung, Hunger und Krankheit ihr Leben verloren. Im benachbarten Rennersdorf ließen noch einmal 10 Menschen ihr Leben, sie wurden 1950 auf dem Friedhof beigesetzt und mit einem Gedenkstein aus Granit mit der Abbildung eines Davidsterns geehrt.
Am 8. Mai 1945 kam es dann im Bereich der Gemeinde Berthelsdorf zu völlig unsinnigen Kampfhandlungen, die noch einmal mehreren Menschen des Ortes und auch sieben Soldaten der Wehrmacht das Leben kosteten. Diese sind in einem Gemeinschaftsgrab auf dem Friedhof des Ortes bestattet, welches durch ein hohes Holzkreuz markiert ist. Zusätzlich wurde am 8. Mai 2005 im Rahmen einer Gedenkfeier in der Kirche und auf dem Friedhof ein Gedenkstein enthüllt, welcher die Namen der gefallenen jungen Angehörigen der Wehrmacht trägt. Im Zuge der Kampfhandlungen kam es auch zur Beschädigung zahlreicher Gebäude, so erhielt unter anderem auch das Schulgebäude einen Artillerietreffer. An den Fronten des Zweiten Weltkrieges verloren insgesamt ca. 90 Einwohner des Ortes ihr Leben, denen auf einer Grabplatte am Kriegerdenkmal von 1925 gedacht wird.
Weitere wichtige Einzelereignisse im Ortsleben der ersten Hälfte des 20. Jahrhunderts waren 1912 der 38. Verbandstag des Bezirksverbandes Lausitzer Feuerwehren aus Anlass des 25-jährigen Bestehens der Freiwilligen Feuerwehr des Ortes, die Eröffnung eines „Lichtluftbades“ mit Kegelbahn auf einer 2.500 m² großen Wiese an der heutigen Nordstraße, welches 1925 um ein 25 × 13 m großes Badebassin erweitert wurde, der Bau des Gemeindeamts im Jahr 1925 und die Errichtung von sechs Doppelwohnhäusern als Siedlung im Jahre 1935. 1932 gab es erstmals Bestrebungen den am Bahnhof gelegenen Ortsteil nach Herrnhut einzugemeinden, ab 1. September 1939 durften die Kinder dieses Ortsteils die Schule Herrnhut besuchen.

### Geschichte ab 1945
Seit 1945 änderte sich die politische Zuordnung der Gemeinde mehrmals. Berthelsdorf wurde 1952 zunächst dem Kreis Löbau zugerechnet, bevor es 1994 dem Landkreis Löbau-Zittau und schließlich 2008 dem Landkreis Görlitz verwaltungsmäßig unterstellt wurde. Erst 1956 kam es zu der schon in den 1930er Jahren angestrebten Eingemeindung des am Herrnhuter Bahnhof gelegenen Ortsteils nach Herrnhut. Am 1. März 1994 wurde Rennersdorf nach Berthelsdorf eingemeindet, welches zum Anfang des Jahres 2000 Teil der Verwaltungsgemeinschaft Herrnhut wurde. Mit Wirkung zum 1. Januar 2013 erfolgte die Eingliederung beider Orte in die Stadt Herrnhut.
Das Leben im Ort in den Jahren von 1945 bis 1990 war von den geänderten gesellschaftlichen Bedingungen geprägt. Am 13. April 1946 kam es auch in Berthelsdorf im Gasthaus „Zur Sonne“ zur Vereinigung von SPD und KPD zur SED Ortsgruppe. Erster wesentlicher Schritt zur sozialistischen Umgestaltung des Ortes war dann im gleichen Jahr die „Demokratische Bodenreform“. Da der Ort weder ein zu enteignendes Rittergut noch Einzelbauern hatte, welche mehr als 100 ha Fläche bewirtschafteten, hinterließ die Bodenreform in Berthelsdorf kaum Spuren. Lediglich 129 ha landwirtschaftliche Nutzfläche und ca. 60 ha Wald gelangten gemäß einer Vereinbarung zwischen der Landesbodenkommission und der Brüderunität im Zuge der Rückübertragung des Remonteamtes an die Brüderunität zur Verteilung an Neubauern. Bis 1948 hatte der Ort 632 Vertriebene aufgenommen.
Zahlreiche Veränderungen gab es in den Folgejahren im Bereich der Landwirtschaft. Im November 1948 kam es nach der endgültigen Enteignung der Brüdergemeine zur Gründung eines der ersten Volkseigenen Güter (VEG) der DDR, welches den Namen „Thomas Müntzer“ erhielt. Dem folgte 1949 die Bildung einer Rinderzuchtgemeinschaft und einer Maschinen-Traktoren-Station (MTS) sowie 1951 die Gründung einer Vereinigung der gegenseitigen Bauernhilfe (VdgB). 1954 kam noch ein Saatzuchtbetrieb hinzu.
Später gab es wie im ganzen Land zahlreiche Umwandlungen in den Organisationsstrukturen der Landwirtschaft. So kam es 1973 zur Bildung einer „Kooperativen Abteilung Pflanzenproduktion (KAP) Berthelsdorf“ mit einer Gesamtfläche von 3.448 Hektar. Ab dem 1. Januar 1974 waren die Genossenschaftsmitglieder und Landarbeiter der LPG Berthelsdorf, Rennersdorf, Bernstadt, Großhennersdorf und des VEG Berthelsdorf beschäftigungsmäßig Angehörige der KAP.
Am 1. Oktober 1978 wurden im Zuge der „weiteren gesellschaftspolitischen Entwicklung der Landwirtschaft in der DDR“ durch Beschluss der Vollversammlung der KAP Berthelsdorf eine LPG (P) Typ III Pflanzenproduktion (Berthelsdorf) und eine LPG (T) Typ III Tierproduktion (Großhennersdorf) gegründet. Letztgenannte besaß nach dem Zusammenschluss 4.120 Rinder, 4.400 Schweine und 5.200 Hühner.
1975 wurde in Berthelsdorf unweit des Kretschams eine neue Milchviehanlage in Betrieb genommen. Die Kapazität dieser Anlage betrug 850 Plätze, die Baukosten beliefen sich auf 10,2 Millionen Mark. Im Jahr 1984 hatte die Anlage einen Kuhbestand von 852 Kühen, es wurden 980 Kälber geboren.
Wichtige Ereignisse im sportlich-kulturellen Leben des Ortes waren die Gründung eines Volkschores 1946, der Bau eines Sportplatzes in einer ehemaligen Lehm- und Sandgrube in der Nähe des Volksgutes durch die 1950 aus dem Turnverein hervorgegangene BSG Traktor Berthelsdorf und der Bau eines Kinos durch Fleischermeister Hans Krumpolt, welches 1953 als Lichtspieltheater „Neues Leben“ eröffnet wurde. Seit 1970 veranstaltet der Berthelsdorfer Karnevalsclub jährlich zahlreiche Faschingsveranstaltungen.
Die politischen Wende in der DDR hatte tiefgreifende Auswirkungen auf den Ort. Nachdem bereits 1990 der letzte größere Industriebetrieb geschlossen hatte, kam es auch in der Landwirtschaft zu grundlegenden Veränderungen. So wurde die Bäuerliche Agrargenossenschaft Berthelsdorf (BAG) gegründet. Sie bewirtschaftete nicht nur die Nutzflächen von Berthelsdorf, sondern auch die von Rennersdorf, Großhennersdorf sowie Bernstadt mit Kunnersdorf und Neundorf. Insgesamt waren dies 1636,52 ha Ackerland und 442,26 ha Grünland. Die Milchviehanlage von Berthelsdorf gehörte nun ebenfalls zum Unternehmen, welches insgesamt 1171 Milchkühe, 827 Stück Jungvieh, 386 Zuchtsauen und 361 Kälber besaß und ca. 100 Beschäftigte hatte. (Stand 1995)
Durch den damit verbundenen Rückgang der Anzahl von Arbeitsplätzen setzte wie in anderen Gemeinden der Region auch eine starke Landflucht ein, was zu einem erheblichen Bevölkerungsrückgang und zu einer starken Überalterung der Dorfbevölkerung führte. Darüber hinaus verlor der Ort nach und nach alle Einkaufsmöglichkeiten und Gaststätten, sein Kino sowie die Schulen. Dennoch gelang es, insbesondere durch das ehrenamtliche Engagement zahlreicher Bewohner, das dörfliche Leben in vielen Facetten zu erhalten.
Am 1. Januar 2013 wurde Berthelsdorf nach Herrnhut eingemeindet.

### Besondere Ereignisse und Naturkatastrophen
Bedingt durch die beschriebene Tallage ist der Ort immer wieder von starkem Hochwasser heimgesucht worden. In der Chronik sind solche für 1789, 1799, den 14. Juni 1804, den 10. August 1806, den 5. Mai 1821, 1837, 1838, 1839, 1841, und 1845 belegt. Am 14. Juni 1880 kam es im Einzugsgebiet der Pließnitz zu einem besonders verheerenden Hochwasser. In den Nachbarorten Ruppersdorf und Rennersdorf sowie weiter flussabwärts gab es neben zahllosen Gebäudeschäden sogar Todesopfer.

#### Unwetter vom 14. Juli 1932
Im heißen Sommer 1932 wurde Berthelsdorf wie die gesamte südöstliche Oberlausitz zwischen Löbau und dem Zittauer Gebirge am 14. Juli 1932 von einem heftigen Unwetter heimgesucht, welches zu schweren Überschwemmungen führte. Die größten Schäden entstanden dabei im Einzugsgebiet der Pließnitz, vor allem in Kemnitz und Bernstadt. Der Betrieb der Schmalspurbahn Herrnhut–Bernstadt musste wegen unterspülter Gleise eingestellt werden. In Berthelsdorf wurden 6 Brücken beschädigt und eine völlig zerstört, an vielen Stellen wurde die Uferbefestigung des Berthelsdorfer Wassers beschädigt.
Die letzten großen Hochwasser ereigneten sich 1965, 1966, 1981, 1987, 2010 und 2013.

### Einwohnerentwicklung
| Jahr | Einwohner                                         |
| ---- | ------------------------------------------------- |
| 1777 | 10 besessene Mann, 40 Gärtner, 82 Häusler         |
| 1834 | 1684                                              |
| 1855 | 1921 Einwohner in 303 Gebäuden und 455 Haushalten |
| 1871 | 1902                                              |
| 1890 | 1775                                              |
| 1910 | 1985                                              |
| 1925 | 1928                                              |
| 1931 | 1978                                              |
| 1936 | 1961                                              |
| 1939 | 1842                                              |
| 1946 | 2173                                              |
| 1950 | 2265                                              |
| 1964 | 1902                                              |
| 1990 | 1947                                              |
| 2000 | 1939                                              |
| 2009 | 1677                                              |
| 2011 | 1638                                              |
| 2016 | 1513                                              |

In diesen Zahlen sind wegen der Eingemeindung seit 2000 die Einwohner von Rennersdorf mitgezählt. Die Einwohnerzahl der ursprünglichen Gemeinde Berthelsdorf betrug zum 31. Dezember 2014 nur noch 1.035 Einwohner was einem Bevölkerungsrückgang von 25 % gegenüber 1990 und von 55 % gegenüber der Höchstzahl von Einwohnern im Jahr 1950 entspricht. Ende 2016 sank die Einwohnerzahl mit 995 erstmals unter die Grenze von 1.000 Einwohnern.

## Politik

### Bürgermeister
Mit der Einführung der Landgemeindeordnung im Frühjahr 1839 ist im Ort erstmals ein Gemeindevorstand gewählt worden. Bis 1923 wurde er als Ortsvorsteher bezeichnet, der im Haus Nr. 5 (heute Hauptstraße Nr. 77) seinen Wohnsitz hatte. Erst seit 1924 war der Begriff Bürgermeister gebräuchlich. Seit 2008 war dieses Amt nur noch ehrenamtlich, seit der Eingemeindung 2013 hat der Ort keinen Bürgermeister mehr.
Erster Ortsvorsteher war Ernst Gottlob Herrmann, 1845 trat Christian Samuel Pohl an seine Stelle. 1904 ist als Gemeindevorstand Wilhelm Berthold nachweisbar, der 1923 auf dem Höhepunkt der Inflation seinen Rücktritt erklärte. Ihm folgte im Amt Arthur Wehner, der dieses bis zum Kriegsende bekleidete. Erster Bürgermeister nach dem Zweiten Weltkrieg war 1945 Richard Kutter, 1950 gefolgt von seiner Ehefrau Liesbeth Kutter. In den folgenden 40 Jahren der DDR-Zeit gab es mit Fritz Kuball und Ernst Adler nur zwei weitere Bürgermeister.
Im Ergebnis der Kommunalwahlen vom 6. Mai 1990 wurde Günter John zum Bürgermeister gewählt, am 31. Juli 2008 endete seine 18-jährige Amtszeit. Ab dem 1. August 2008 übernahm Frau Janett Jähne als letzte, nun nur noch ehrenamtliche, Bürgermeisterin bis zum 31. Dezember 2012 das Amt.

## Kultur und Sehenswürdigkeiten

### Schloss und Zinzendorfsches Gut

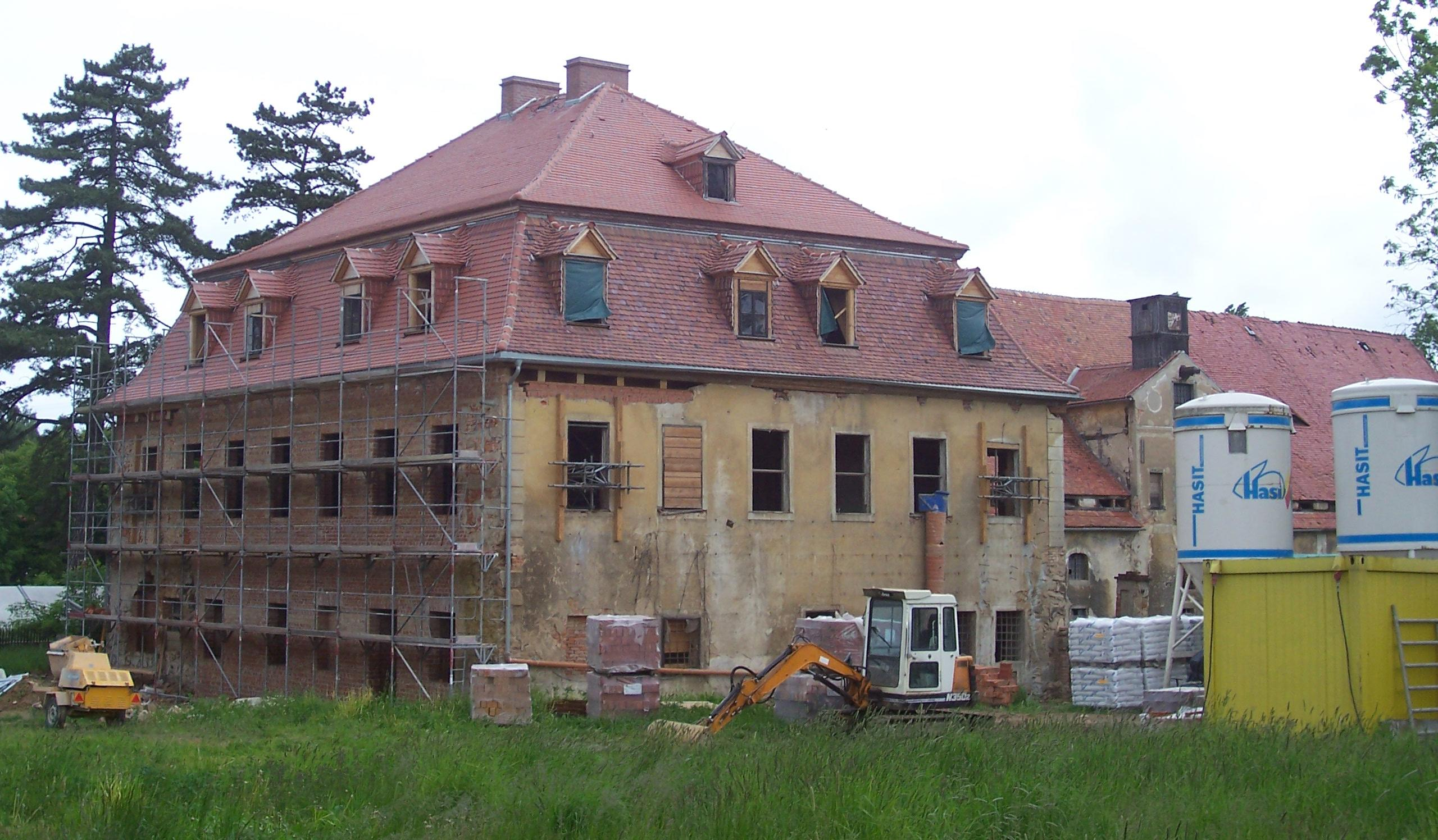
Restaurierung des Berthelsdorfer Schlosses (2006)

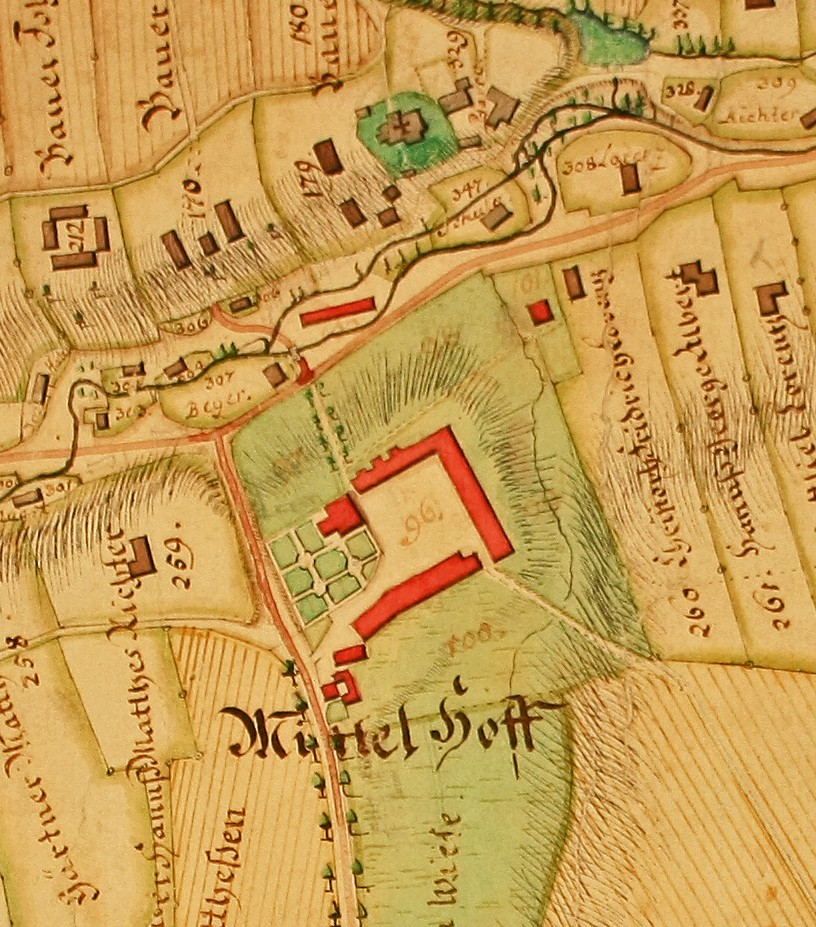
Mittelhof mit Schloss, Stallungen und Brennerei (Nr. 96), Brauerei (Nr. 102), Schule (Nr. 347) und Kirche auf einer Flurkarte von Berthelsdorf aus dem Jahre 1764, Unitätsarchiv Herrnhut: TS.R.34

Das herrschaftliche Gut von Mittelberthelsdorf befindet sich an der Herrnhuter Straße 17 (früher Berthelsdorf Nr. 1). Bereits im 15. und 16. Jahrhundert standen hier erste Gebäude; da aber die Besitzer aus der Familie von Gersdorf ihren Hauptwohnsitz in Oberrennersdorf hatten, dürften diese wenig repräsentativ gewesen sein. Die älteste Bausubstanz des heutigen Schlosses wurde etwa auf das Jahr 1600 datiert. Es handelt sich dabei um Fragmente von Schriftfeldern und eine Rahmungsmalerei. Größere Umbaumaßnahmen am Herrenhaus fanden 1676 unter Bernhard Edlen von der Planitz (1630–1688) statt, u. a. ein flächendeckender Neuverputz.
Seine heutige Gestalt erhielt das Herrenhaus durch Zinzendorf, weshalb das Schloss heute auch „Zinzendorfschloss“ genannt wird. In den Jahren 1722 bis 1724 entstand, unter weitgehender Verwendung der vorgefundenen Substanz, ein einheitlicher Baukörper mit hofseitig symmetrischer siebenachsiger Optik. Im Obergeschoss ersetzten massive Ziegelwände ältere Fachwerkaußenmauern, Zwischenwände im Obergeschoss wurden in Fachwerk aufgeführt. Das Schloss bekam ein komplett neues Mansarddach.
1732 übertrug Zinzendorf das Gut samt Schloss an seine Frau Erdmuthe Dorothea. Bis 1793 blieb es im Familienbesitz, seit dieser Zeit nutzte es die Brüder-Unität als Sitz der Unitätsältestenkonferenz (Kirchenleitung). Nach dem 1913 erfolgten Umzug der Kirchenleitung in den Vogtshof nach Herrnhut verblieb nur noch die Forstverwaltung der Brüder-Unität im Schloss. 1913 wurde das gesamte Gut bis 1945 dem Remonteamt des deutschen Heeres angegliedert und von diesem zur Ausbildung von Militärpferden genutzt. 1945 bis 1948 war noch einmal die Brüder-Unität Eigentümerin des gesamten Komplexes. Nach deren Enteignung wurden die Gebäude wie erwähnt vom Volksgut genutzt. Das Herrenhaus war bis in die 1970er Jahre zumindest teilweise bewohnt, verfiel aber zunehmend.

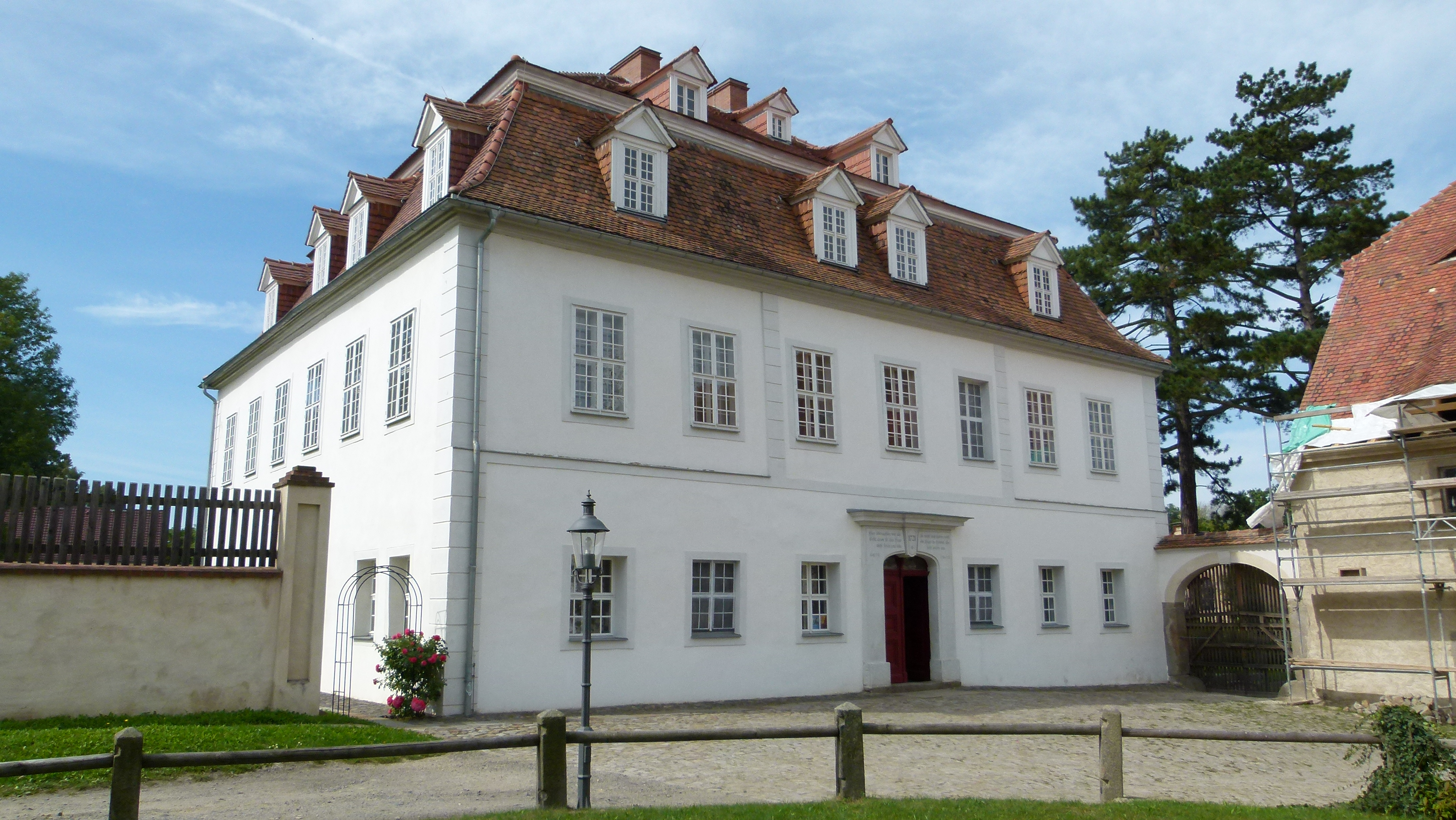
Schloss Berthelsdorf (2015)

Ein im Jahr 1998 gegründeter Verein von Mitgliedern aus Deutschland, der Schweiz und den USA hat die Gebäude sowie das zugehörige Areal des alten Zinzendorfschlosses in Berthelsdorf erworben, um den drohenden Verfall des Anwesens zu stoppen und den historischen Gebäudekomplex zu restaurieren. Die Sanierung konnte im Jahre 2012 nach zehnjähriger Bauzeit abgeschlossen werden, so dass das Schloss heute wieder im Sinne Zinzendorfs für Ausstellungen, Konzerte und als Begegnungsstätte genutzt werden kann. Für diese mutige und handwerklich gelungene Sanierung erhielt der Verein 2013 einen ersten Bundespreis für Handwerk in der Denkmalpflege.

### Kirche und Schule

#### Kirche
1346 wird die Kirche zu Berthelsdorf urkundlich als zum Sprengel des Erzpriesters zu Löbau gehörend erwähnt. Geweiht war die Kirche St. Jacob, wie man bis zum Einschmelzen aus der Umschrift der ältesten Glocke von 1511 ersehen konnte.
Bis 1724 dürfte die Kirche nur die Hälfte ihrer jetzigen Größe gehabt haben, um diese Zeit aber machte sich durch die Gründung Herrnhuts eine Vergrößerung dringend nötig. Im Auftrag von Zinzendorf begann 1724 die Neugestaltung der Kirche. Dabei wurde die Kirche deutlich vergrößert, wurden neue Fenster durchgebrochen, die herrschaftliche Loge und unter dieser eine neue Sakristei errichtet.
Die herrschaftliche Gruft, die sich an der Ostseite der Kirche befand, wurde in Folge dieses Baues abgetragen. Auch das Innere der Kirche wurde wesentlich verändert, Altar und Kanzel wurden in den angebauten Teil versetzt und ein neuer Orgelchor erbaut. In diesen wurde eine neue Orgel eingebaut, welche 1831 noch einmal verändert wurde. Die Bilder an den Emporen mit Darstellungen aus der biblischen Geschichte sind 1771 mit einem lichtgelben Anstrich überdeckt worden, 1839 erhielt das Innere der Kirche einen weißen Anstrich. 1826 wurde der bis dahin aus Holz gebaute Teil der herrschaftlichen Loge massiv aufgeführt. Dabei entdeckte man eine steinerne Tafel mit der Jahreszahl 1583, Rudolfs von Gersdorfs Namen und dem Gersdorfschen Wappen.
1890 erhielt die Kirche ihre jetzige Orgel von der Fa. Schuster aus Zittau. Im Jahre 1956 wurde das Innere der Kirche renoviert, 1991 das elektrische Geläut und die elektronische Kirchturmuhr eingebaut. Von 2002 bis 2003 erfolgte die komplette Außensanierung der Kirche. Der Turmknopf wurde neu vergoldet, Turm und Dach neu gedeckt und das Kirchenschiff verputzt und gestrichen.

#### Spinnschule
1849/50 ist im Ort eine Spinnschule für Mädchen eingerichtet worden. Sie befand sich auf der Südstraße 75 (früher Nr. 8) und ermöglichte Kindern neben der Ausbildung auch eine kleine Erwerbsquelle. Die Einrichtung bestand bis zum Anfang des 20. Jahrhunderts, anschließend wurde das Gebäude als Wohnraum genutzt. Von 1948 bis 1952 war hier der erste Kindergarten des Ortes untergebracht, seit dieser Zeit befindet dieser sich im Gebäude Hauptstraße 54 (früher Nr. 286) und trägt seit 2005 den Namen „Krümelkiste“.

#### Mädchenheim
Im Jahr 1853 bildete sich ein Komitee mit dem Ziel, ein Rettungshaus für Mädchen einzurichten. Dazu wurde das neben der Spinnschule liegende Gartengrundstück erworben und mit einem einfachen Haus bebaut, in welchem am 31. August 1853 mit 9 Mädchen die Erziehungsarbeit begonnen wurde. In den Jahren 1909 bis 1911 baute der Landesverein der Inneren Mission Sachsen das noch heute existierende „Haus Friedenshoffnung“, welches auch „Rettunghaus“ genannt wurde. Von 1942 bis 1945 wurde das Heim durch den Landdienst genutzt, hier waren Mädchen zwischen 14 und 18 Jahren untergebracht, die bei den Bauern des Ortes dienstverpflichtet waren. Seit 1945 bis heute dient das Objekt wieder der Unterbringung von benachteiligten Menschen. Derzeit leben verteilt auf 5 Wohngruppen 46 Frauen und Männer in dem Heim.

#### Dorfschule
Schon 1676 ist ein Schullehrer für den Ort erwähnt. 1757 ist die damalige Schule des Ortes so baufällig gewesen, dass diese neu gebaut werden musste. 1825 machte sich ein erster Anbau erforderlich. Der Hauptteil des noch heute existierenden Schulhauses wurde dann 1849 neu gebaut. Die Anzahl der Schulkinder betrug 1690 durchschnittlich 40, 1790 200, 1824 280 und 1852 332.
Ab dem Jahre 1927 gab es eine Schulspeisung. In den Jahren 1928/29 war eine weitere Schulerweiterung notwendig. Nach der Reparatur der Kriegsschäden konnte im Herbst 1945 der Schulbetrieb wieder aufgenommen werden. Ab 1953 gab es eine warme Schulspeisung. Auf Grund der stetig gestiegenen Schülerzahlen, unter anderem durch die Benutzung der Schule durch die Schüler Rennersdorfs ab der 5. Klasse, machte sich in der Mitte der 60er Jahre sogar die Einrichtung von Parallelklassen erforderlich.
Um 1970 bis 1974 gab es eine letzte Erweiterung des Schulkomplexes, bei dem auch ein neues Heizhaus errichtet wurde. Die Schule war in der DDR-Zeit eine Polytechnische Oberschule, die seit der feierlichen Verleihung am 13. Oktober 1979 den Namen „Ernst Schneller“ trug. Für den polytechnischen Unterricht wurden Räumlichkeiten der LPG und in Pauls Fabrik genutzt, ab der 8. Klasse arbeiteten die Schüler im Rahmen des UTP bzw. PA-Unterrichts auch direkt in den industriellen und landwirtschaftlichen Betrieben des Ortes.
Nach dem gesellschaftlichen Umbruch von 1990 kam es auch in der Schullandschaft zu grundlegenden Veränderungen. Mit dem Schuljahr 1993/94 wurde die Grundschule Berthelsdorf für die Schüler der 1. bis 4. Klasse gegründet. Die Schüler wurden in einer Schule aus Containerelementen unterrichtet, die man in der Nähe von Pauls Fabrik auf einer Betonfläche errichtete, welche seit 25. März 1991 einer Kaufhalle als Fundament gedient hatte. Diese war in der Nacht vom 10. zum 11. Juni 1992 völlig abgebrannt und musste abgerissen werden. Im Schuljahr 1998/99 wurde hier dann aber keine 1. Klasse mehr eingeschult, seit dem Schuljahr 2000/01 werden alle Berthelsdorfer Grundschüler in Großhennersdorf unterrichtet.
Das eigentliche Gebäude der Schule wurde seit 1993 nur noch von der Mittelschule Berthelsdorf genutzt. Am 9. Juli 2005 fand dann aber auch hier die letzte Abschlussfeier einer 10. Klasse statt und am 31. Juli 2005 wurde die Schule endgültig geschlossen. Damit ging eine über mehr als dreihundert Jahre währende Schultradition zu Ende – gegen den Willen der Gemeinde Berthelsdorf und der gesamten Hutbergregion. Die älteren Schüler des Ortes besuchen seitdem die Oberschulen in Oderwitz oder Bernstadt oder ein Gymnasium in Herrnhut oder Löbau.

### Mühlen
1851 existierten im Ort drei Wassermühlen, vier Lohmühlen und eine Windmühle, von denen insbesondere die Wassermühlen von großer wirtschaftlicher Bedeutung für den Ort waren. Die Lohmühlen dienten der Versorgung der zeitweise bis zu fünf Gerbereien des Ortes mit pflanzlichen Gerbmitteln, vor allem Fichten- und Eichenrinden. Alle Wassermühlen wie auch die Lohmühlen nutzten die Kraft des Berthelsdorfer Wassers, wegen des geringen Gefälles des Tales machten sich teilweise bis zu 800 m lange Mühlgräben erforderlich.

#### Obermühle

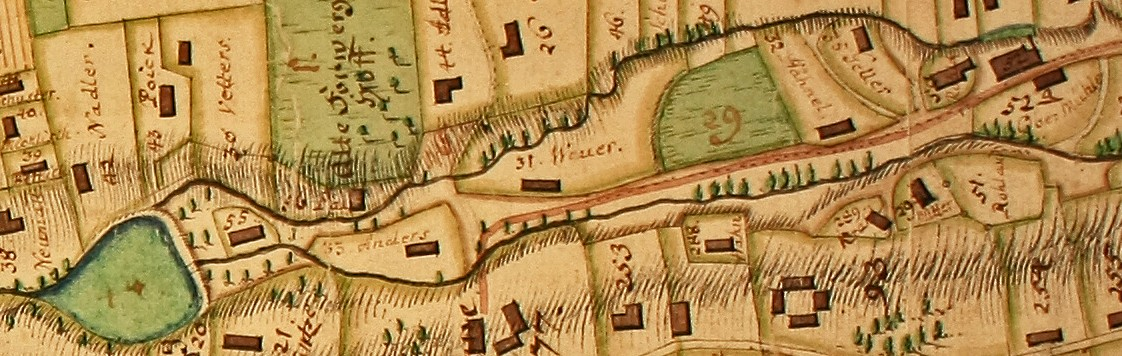
Die Obermühle (Nr. 52 und 52g), der dazugehörige Stauteich (Nr. 44) und der beide verbindende Mühlgraben auf einer Flurkarte von Berthelsdorf aus dem Jahre 1764, Unitätsarchiv Herrnhut, TS.R.34

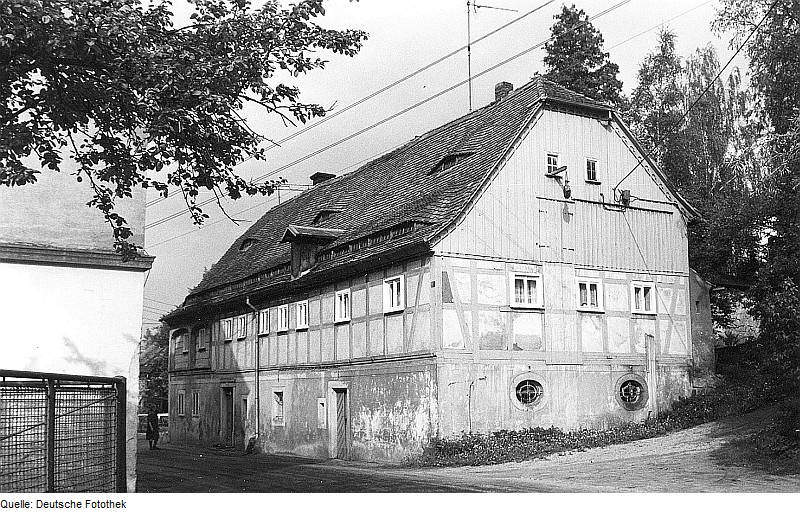
Ehemalige Obermühle in den 1980er Jahren, links das Fabrikgebäude

Die ehemalige Obermühle befindet sich in der Hauptstraße 35 (früher Nr. 123). Sie gehörte zu Oberberthelsdorf und wurde 1544 erstmals erwähnt. 1574 bis 1749 befand sie sich in herrschaftlichem Besitz. Im Jahre 1830 erwarb Christian Gottfried Schmidt die Mühle und baute das Gebäude weitgehend neu auf. Seit dieser Zeit dürfte das Anwesen im Wesentlichen das noch heute vorhandene Aussehen haben. Der Schlussstein über der Tür trägt die Inschrift CGS 1839, Besonderheit des Gebäudes ist das Umgebinde mit Blockstube im Obergeschoss.
Die Mühle war ursprünglich eine reine Getreidemühle. Im 19. Jahrhundert betrieb der letzte „Obermüller“ neben der Mühle einen Landwirtschaftsbetrieb. Für diesen erbaute er um 1890 das spätere Fabrikgebäude. Im Erdgeschoss befanden sich die Stallungen, das Obergeschoss wurde als Lager für Stroh und Heu genutzt. Seit 1906 ist für den Gebäudekomplex eine industrielle Nutzung nachweisbar, zuerst als Spinnerei, während des Ersten Weltkriegs als Knopffabrik und ab 1919 als Lederfabrik, aus der nach 1945 dann die noch bis 2017 existierende Hausschuh- und Pantoffelfabrik hervorging.
Die Mühle wurde bis zum Beginn des 20. Jahrhunderts mit Wasserkraft angetrieben. Dazu wurde der Dorfbach im Oberdorf in einem Sammelteich von rund 28 Ar Fläche gestaut und über einen 633 Meter langen und im Mittel 1–2 Meter breiten offenen „Mühlgraben“ zu einem oberschlächtigen Mühlrad von 9 Metern Durchmesser und 1,20 Metern Breite geleitet. 1908 errichtete man, zum Antrieb der mittlerweile vorhandenen Maschinen, ein Maschinenhaus für eine 10 PS starke Dampfmaschine. Darüber hinaus ist eine die Straße überquerende Transmissionsanlage erbaut worden, um die Antriebskraft des Wasserrades, später dann einer Turbine, weiter nutzen zu können. Nach 1945 wurde das Mühlengebäude als Wohnhaus genutzt. Nach dem Auszug der letzten Mieter Anfang der 1990er Jahre verfiel das Anwesen zunehmend, so dass es schließlich im Februar 2018 abgerissen werden musste.

#### Mittelmühle

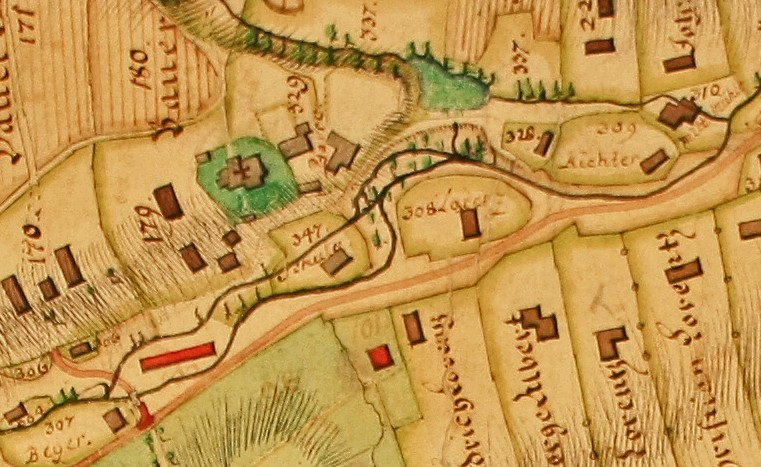
Die Mittelmühle (Nr. 310), der am Stauwehr bei Nr. 307 beginnende Mühlgraben (Verlauf undurchschaubar) und der zusätzliche Stauteich am Vorderen Flössel (bei Nr. 337) auf einer Flurkarte von Berthelsdorf aus dem Jahre 1764, Unitätsarchiv Herrnhut: TS.R.34

Die ehemalige Mittelmühle befindet sich in der Hauptstraße 99 (früher Nr. 191). Sie gehörte zu Mittelberthelsdorf und wurde 1538 erstmals erwähnt. Zunächst befand sie sich in Privatbesitz, 1574 kaufte sie Christoph von Gersdorf, womit die Mühle in herrschaftlichen Besitz kam. 1654 wurde sie neu erbaut und 1736 wieder an Privat verkauft. 1838 erwarb Christian Gottlieb Haschke die Mühle, diese blieb in Familienbesitz, weshalb man bis heute von der Haschkemühle spricht.
Auch diese Mühle diente als Getreidemühle und wurde mit Wasserkraft angetrieben. Dazu existierte ein Stauwehr im Dorfbach auf Höhe des Hauses Hauptstraße 79 (früher Nr. 4), von wo aus ein offener Mühlgraben zur Mühle führte. Dieser erhielt unterhalb der Schule aus einem kleinen Stauteich am Vorderen Flössel noch zusätzlich Wasser. Die Mühle war bis zum Tode des letzten Mühlenbesitzers Otto Emil Haschke 1945 als Getreidemühle voll in Betrieb. Später wurde nur noch gelegentlich gemahlen, seit 1990 wird das Anwesen von einem Bauunternehmen genutzt.

#### Niedermühle

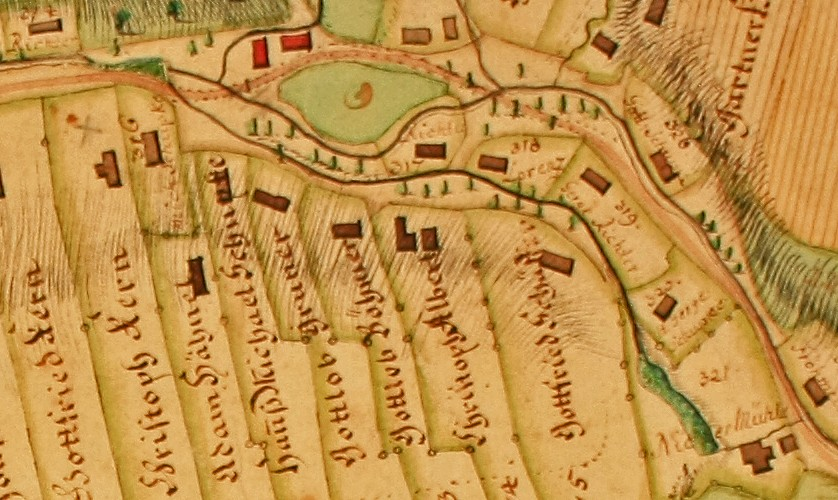
Die Niedermühle und der als Zwischenspeicher genutzte Stauteich (Nr. 321) sowie der am Stauwehr bei Nr. 316 beginnende Mühlgraben auf einer Flurkarte von Berthelsdorf aus dem Jahre 1764, Unitätsarchiv Herrnhut: TS.R.34

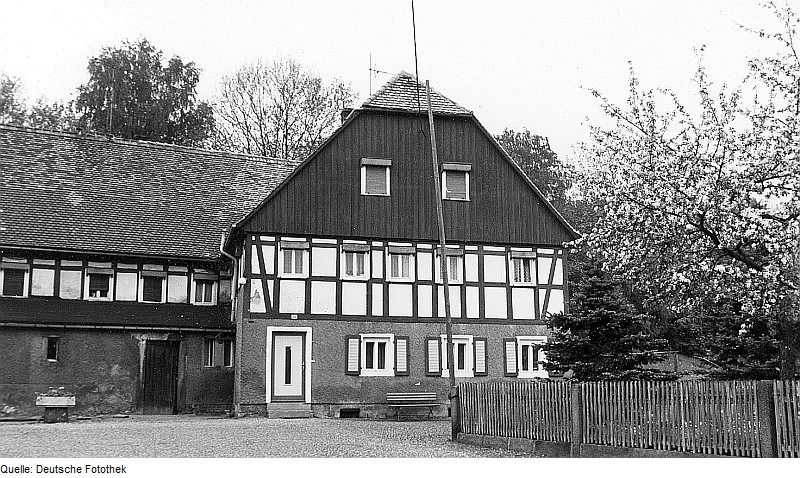
Ehemalige Niedermühle in den 1980er Jahren

Die ehemalige Niedermühle befindet sich in der Hauptstraße 118 (früher Nr. 251). Auch sie gehörte zum Hauptgut Mittelberthelsdorf und wurde 1654 erstmals erwähnt. Sie befand sich im herrschaftlichen Besitz und wurde 1748 an Johann Gottfried Böhmer verkauft. 1849 brannte die Mühle mit Ausnahme der Scheune ab und wurde dann neu aufgebaut. Der Antrieb der Mühle erfolgte mit Wasserkraft, dazu befand sich im Dorfbach ein Stauwehr auf Höhe des Hauses Hauptstraße 113 (früher Nr. 201). Das Wasser wurde in einem offenen Mühlgraben geleitet und unmittelbar an der Mühle noch einmal in einem größeren Stauteich zwischengespeichert. Nachdem die Mühle zunächst wie die beiden anderen als Getreidemühle genutzt wurde, ist ab 1867 eine Schneidemühle nachweisbar. 1911 ist ein neues leistungsfähiges Sägegatter angeschafft worden, seitdem firmierte das Unternehmen bis 2004 als Sägewerk.

### Weitere Denkmäler
Wie in fast allen Dörfern der südlichen Oberlausitz ist das Ortsbild durch eine Vielzahl von Umgebindehäusern geprägt. Besonders bemerkenswerte und unter Denkmalschutz stehende Häuser befinden sich unter anderem Südstraße 25 (früher Nr. 48), Südstraße 14 (früher Nr. 50), Südstraße 1 (früher Nr. 55), Obere Dorfstraße 8 (früher Nr. 74) und Kemnitzer Straße 5 (früher Nr. 94).

#### Brauerei
Seit der Zeit um 1600 besaß der Ort eine eigene Brauerei, bis dahin wurde, wie 1571 beim Verkauf des Kretschams beurkundet, Zittauer Bier ausgeschenkt. Erst um diese Zeit wurden auf den Rittergütern Brauereien angelegt, da man bis dahin das Bierbrauen als ein städtisches Gewerbe betrachtet hatte. Das erste Brauereigebäude befand sich unterhalb des Hofes am Dorfbach.
1654 wurde das Brauhaus als teilweise alt angegeben. 1806 wurde die alte Brauerei zum Teil weggerissen, nur das Wohngebäude (Nummer 288, die spätere Bäckerei Lorenz, heute Hauptstraße 83) und die Malzdarre (Nummer 3, heute Schulstraße 6) blieben erhalten. Das letztgenannte Gebäude wurde 1807 zu einem Stockhause (Gefängnis) eingerichtet. Das neue Brauereigebäude entstand westlich des Schlosses (heute Herrnhuter Straße 3). 1848 wurden eine Quetsche und eine Schrotmühle eingebaut, das Berthelsdorfer Bier wurde zu dieser Zeit in die ganze Umgegend, insbesondere auch nach Görlitz und Zittau geliefert. Das Brauen wurde 1920 eingestellt, das Gebäude diente dann bis in die 1950er Jahre als Mälzerei und verfällt heute zunehmend.

#### Brennerei
In dem 1752 erbauten Gebäude rechts der Einfahrt zum Hofe (heute Herrnhuter Straße 5) wurde 1801 eine Brennerei eingerichtet. Bis dahin diente es als Gerichtshaus. Weil das Gebäude im Februar 1824 in Folge eines Sturmes starken Schaden genommen hatte, wurde es bis auf das untere Stockwerk abgetragen und massiv erbaut. 1828 ist es noch durch ein Hintergebäude vergrößert worden, im Frühjahr 1847 jedoch wurde der Betrieb der Brennerei eingestellt.

#### Unitätsdirektion
Neben der Brennerei wurden 1790 zwei Doppelwohnhäuser (heute Herrnhuter Straße 7 und 9) als Wohnungen für die Mitglieder der 1789 nach Berthelsdorf verlegten Unitätsdirektion, die vorher ihren Sitz in Herrnhut, zu Zeist bei Utrecht in Holland und in Barby bei Magdeburg gehabt hatte, erbaut und 1791 bezogen. Von hier aus wurden Mitte des 19. Jahrhunderts die geistlichen und weltlichen Angelegenheiten sämtlicher Brüdergemeinden geleitet. Von diesen Unitätsgebäuden führt eine nach 1750 angelegte Lindenallee nach Herrnhut, welche 1837 auf Kosten der Ortsherrschaft bis zur Herrnhuter Grenze chaussiert wurde. Im Jahr 1869 schließlich wurden unter klassizistischen Einflüssen neue, repräsentativere Bauten der Unitätsdirektion (heute Herrnhuter Straße 12 und 14) errichtet. Ab dem Jahr 1913 wurden auch diese Bauten vom Remontedepot genutzt. Sie dienten dann als Wohnungen, das nördliche für den Administrator, das südliche für Veterinär und Kasseninspektor und das dazwischen liegende Wirtschaftsgebäude für die Knechte.

## Persönlichkeiten
- August Beyer (1707–1741), evangelischer Pfarrer, Lehrer und Bibliothekar
- Benigna Justine von Watteville (geborene Henrietta Benigna Justine von Zinzendorf und Pottendorf) (1725–1789)
- David Tannenberg (1728–1804), Orgelbauer
- Carl Gustav Kreischer (1833–1891), Professor für Bergbau und Aufbereitungskunde
- Oskar Korschelt (1853–1940), Chemiker und Ingenieur
- Martin Rade (1857–1940), Professor der Theologie
- Hans Friedrich Reichel (1878–1939), Rechtswissenschaftler
- Friedrich von Boetticher (1881–1967), deutscher General und Militärattaché

Johann Andreas Rothe aus Lissa war von 1722 bis 1737 Pfarrer der Brüdergemeinde, die er an die Lutherische Orthodoxie anzunähern suchte. 
Der aus dem Thüringischen stammende August Gottlieb Spangenberg (1704–1792) schloss sich um 1733 der Brüdergemeine an und wurde 1762 Zinzendorfs Nachfolger. Er wohnte in Berthelsdorf in den sogenannten „Unitätshäusern“ der Evangelischen Brüdergemeine in der Herrnhuter Straße. Dort starb er im Jahr 1792.